# Sukchon
Sukchon (Hán Việt: Túc Xuyên) là một huyện của tỉnh Pyongan Nam tại Cộng hòa Dân chủ Nhân dân Triều Tiên. Huyện giáp với Hoàng Hải ở phía tây, với Mundok ở phía bắc, với Anju ở đông bắc, với Sunchon và Pyonsong ở phía đông, với Pyongwon ở phía nam. Năm 2008, dân số toàn huyện Songchon là 178.509 người (84.552 nam và 93.957 nữ), trong đó, dân cư đô thị là 41.377 người (23,2%) còn dân cư nông thôn là 137.132 người (76,8%).